# Xuehuan Hu
Xuehuan Hu (kinesiska: 雪环湖) är en sjö i Kina. Den ligger i den autonoma regionen Tibet, i den sydvästra delen av landet, omkring 660 kilometer nordväst om regionhuvudstaden Lhasa. Xuehuan Hu ligger 4 825 meter över havet. Arean är 27,2 kvadratkilometer. Trakten runt Xuehuan Hu är ofruktbar med lite eller ingen växtlighet. Den sträcker sig 10,6 kilometer i nord-sydlig riktning, och 5,0 kilometer i öst-västlig riktning.
Genomsnittlig årsnederbörd är 210 millimeter. Den regnigaste månaden är juli, med i genomsnitt 61 mm nederbörd, och den torraste är december, med 2 mm nederbörd.